# Ramon Despuig i Martínez de Marcilla
Ramon Despuig i Martínez de Marcilla (Ciutat de Mallorca, 1670 - Malta, 1741) fou Gran Mestre de l'Orde de Malta entre 1736 i 1741. Ocupà el càrrec de batliu de Mallorca i de senescal de l'illa de Malta. El 1736, en ser elegit gran mestre de l'ordre, passà a ser príncep de Malta i de Gozzo fins a la seva mort. Durant el seu govern, renovà la legislació del petit estat i en reformà la catedral de Sant Joan (La Valetta). Era fill dels comtes de Montenegro i és fill il·lustre de Palma.